# Oreste Scalzone
Oreste Scalzone, né le 26 janvier 1947 à Terni en Ombrie, est un militant politique italien d'extrême gauche, proche de l'opéraïsme.

## Biographie
Oreste Scalzone est un des cofondateurs du mouvement Potere Operaio avec Toni Negri, Franco Piperno et un millier d'autres activistes partisans d'une critique radicale du capitalisme, du travail, de l'État et de la société actuelle. En 1981, accusé dans le cadre de l'instruction contre les « arrêtés du 7 avril 1979 », il est mis en liberté provisoire, à la suite d'une forte campagne de soutien, du fait de son grave état de santé. Il fuit alors l'Italie avec l'aide de son ami Gian Maria Volonté, et quelques mois après il se réfugie, comme d'autres en France grâce à la doctrine Mitterrand. Il sera condamné en 1983 par contumace en première instance à 20 ans de réclusion, au cours duquel les dirigeants de Potere Operaio et de la nébuleuse de l'Autonomie ouvrière qui lui a succédé, étaient accusés de « tentative d'insurrection armée contre les pouvoirs de l'État », et à 16 ans dans le cadre du procès contre les Comités communistes révolutionnaires. En 1988 est prononcée la condamnation finale, définitive, à 10 ans de réclusion pour constitution d'« association subversive et de bande armée ». Le 4 février 2007, une fois la peine prescrite, il entame son retour en Italie.
En 1998, il est retourné brièvement en Italie via la Corse, comme rapporté le journal L'Espresso.
En 2002, il fait une grève de la faim pour protester contre l'extradition de Paolo Persichetti.
Le 17 janvier 2007 la cour de Milan prononce que ses crimes sont prescrits.

## Ouvrage
- La révolution et l’État, Éditions Dagorno, 2000 (avec Paolo Persichetti).